# Les Sept de Thèbes
Pour plus de détails, voir Fiche technique et Distribution.
Les Sept de Thèbes (Sette a Tebe) est un péplum italo-franco-yougoslave sorti en 1964, réalisé par Luigi Vanzi sous le pseudonyme de Roy Ferguson.

## Synopsis
Le spartiate Alcisse, sur ordre de Phillida, tue le père et la sœur de Diomède. Ce dernier, murissant sa vengeance, parvient à organiser la révolte avec six autres citoyens thébains, rejoignant le peuple spartiate opposé à la dictature de Léonidas, qui est vaincu. Diomède est fait prisonnier. Les Thébains se choisissent un nouveau chef, Hippolyte, et s'allient aux Spartiates. Ayant rassemblé une immense armée, Diomède combat Sparte et l'emporte, forçant les dirigeants malhonnêtes de Thèbes à se rendre. Finalement Diomède épouse Doris, la fille de Léonidas : cette dernière, tombée amoureuse de lui, s'était ralliée à son camp.

## Fiche technique
- Titre français : Les Sept de Thèbes[1]
- Titre original italien : Sette a Tebe
- Réalisation : Luigi Vanzi (sous le pseudo de Roy Ferguson)
- Scénario : Giuseppe Mangione (sous le pseudo de Jone Mang)
- Genre : Péplum, film d'aventure
- Musique : Carlo Savina (sous le pseudo de Charles Hanger)
- Production : Roberto Infascelli (producteur) (sous le pseudo de Bob Ensescalle jr.) pour Zebra Film (Rome), S.N.E. Gaumont, P.A.C. (Paris), Avala Film (Belgrade)
- Photographie : Enzo Serafin (sous le pseudo de Vincent Henz)
- Format d'image: Technicolor
- Montage : Giuseppe Colizzi (sous le pseudo de René Pentine)
- Durée : 80 min
- Décors : Luigi Scaccianoce (sous le pseudo de Lou Shake)
- Costumes : Danilo Donati (sous le pseudo de Dan Downs)
- Maquillage : Cyril Save
- Pays de production :  Italie,  France,  Yougoslavie
- Année de sortie : 1964

## Distribution
- André Lawrence : Diomède
- Lena Ressler (sous son nom d'épouse Lena von Martens) : Doris
- Loredana Nusciak : Cyrene
- Burt Plesher : Hippolyte
- Paul Windsor : Léonidas
- Raf Baldassarre : Phillidas
- Mary Jordan
- Bert Silva : Alcisse
- Roberto Chiappa : voleur
- Andrej Gardenin : homme d'armes

## Tournage
Le film est tourné dans les studios de Vides et les plans extérieurs en Yougoslavie. Beaucoup de participants sont crédités sous un pseudonyme.

## Censure
Le film obtient le visa de censure n° 43 232 le 25 juin 1964 pour une longueur de 2 657 mètres et a été projeté six mois plus tard, le 31 décembre de la même année. Il a été réédité en 1972, mais a eu peu de succès dans les deux distributions.